# Schloss Clemenswerth

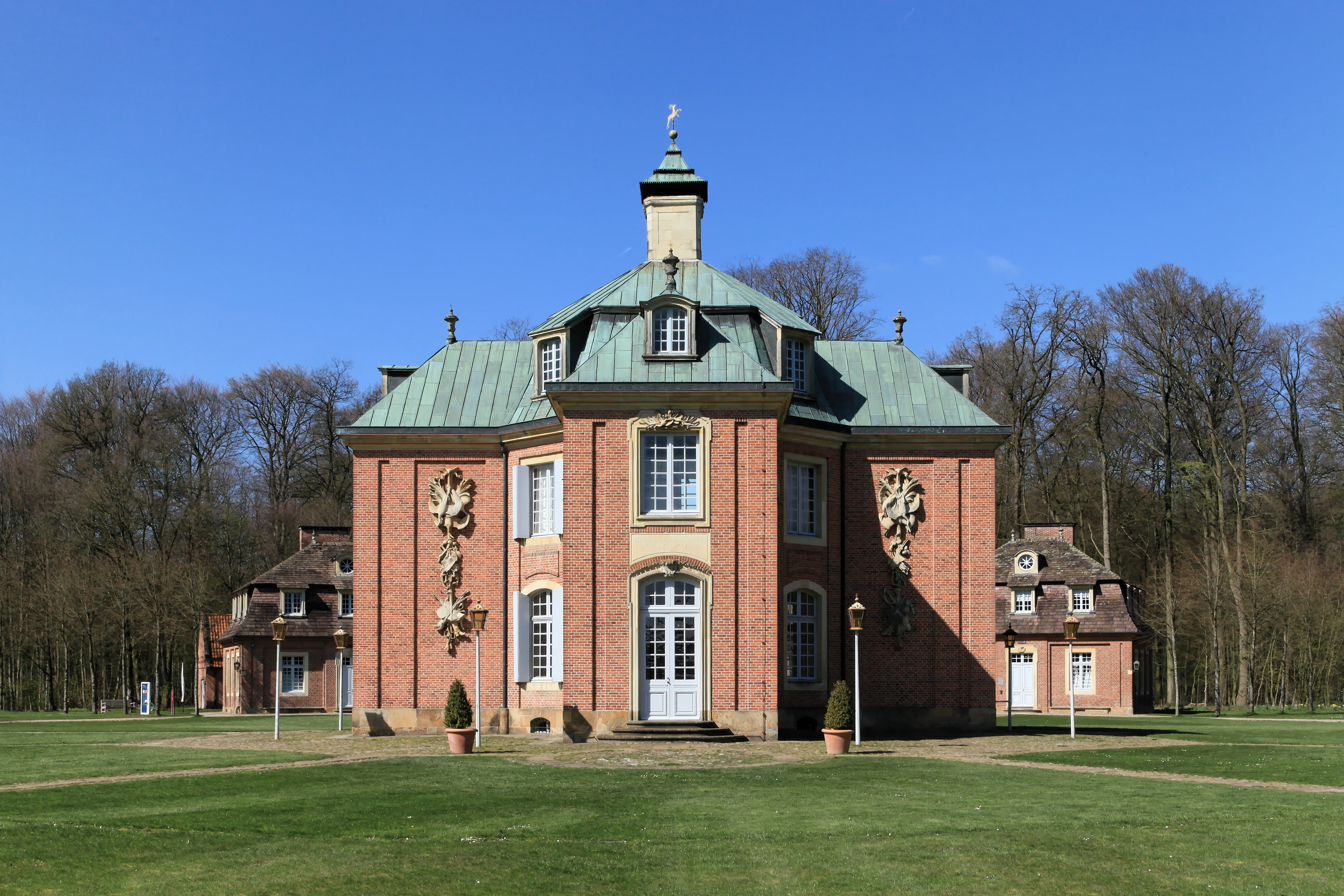
Schloss Clemenswerth

Schloss Clemenswerth ist ein ehemaliges Jagdschloss der Fürstbischöfe von Münster in der emsländischen Gemeinde Sögel. Die sternförmige Barockanlage, bestehend aus einem großen Hauptpavillon und acht kleinen Nebenpavillons, wurde 1737–1747 im Auftrag von Clemens August von Bayern nach Entwurf von Johann Conrad Schlaun erbaut. Hervorzuheben sind der Festsaal, die Hofkapelle und der Schlosspark.

## Hauptpavillon

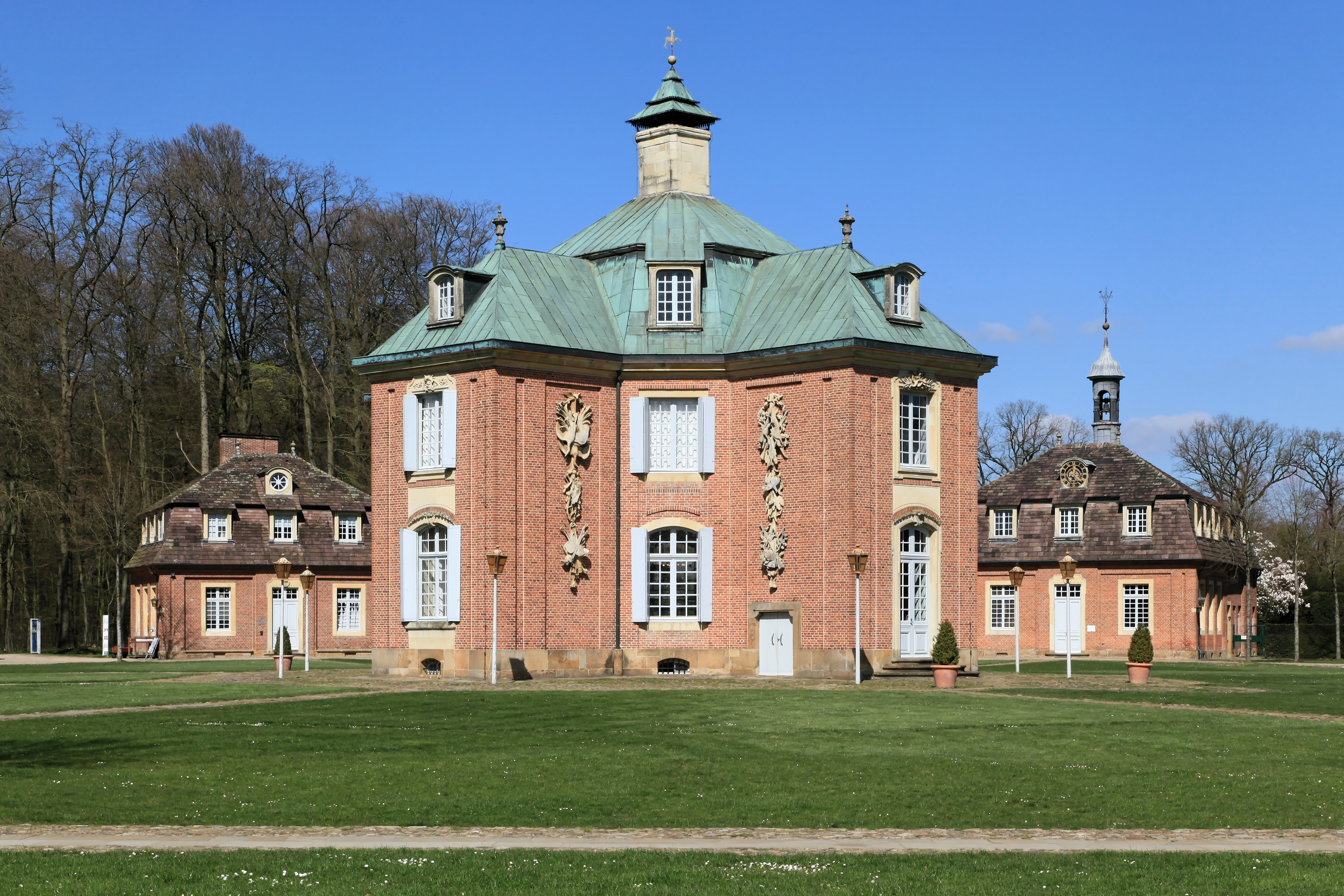
Hauptpavillon

Die aus insgesamt neun Pavillons bestehende Schlossanlage wurde von 1737 bis 1747 für Fürstbischof Clemens August am nördlichen Rande seines weit verstreuten Herrschaftsgebiets, des Hochstifts Münster, in der Nähe des emsländischen Sögel erbaut. Sie entspricht dem barocken Typus eines Jagdschlosses. Die Entwürfe stammten von dem westfälischen Baumeister Johann Conrad Schlaun. Zu den Vorbildern der Anlage zählen das Schloss Marly-le-Roi bei Paris und die Pagodenburg des Schlosses Nymphenburg in München. Aufgrund der abgeschiedenen Lage gestaltete sich die Baumaterialbeschaffung logistisch schwierig. Das benötigte Holz sowie die Ziegel konnten noch in der näheren Umgebung aufgetrieben werden. Der in der Region nicht vorkommende Sandstein wurde aus dem münsterländischen Baumberg und vom Huckberg zwischen Osnabrück und Rheine her transportiert. Die Dachsteine aus dem Weserbergland mussten per Boot zunächst über die Weser, an der Nordseeküste entlang bis nach Emden und von dort aus über Land nach Clemenswerth gebracht werden. Aus Groningen bezog man den italienischen Marmor und sogenannte Esterkes. Das empfindliche Glas hatte den längsten Transportweg und musste von Frankfurt am Main bis zum Bestimmungsort gebracht werden. Ergänzt werden die Baumaterialien noch durch Kalkstein aus Rheine.
Die dem Geist barocker, absolutistischer Herrschaftsvorstellungen entsprechende Konzeption eines von kleinen Pavillons umstandenen großen Pavillons, erstmals 1686 für Ludwig XIV. in Marly-le-Roi realisiert und wiederholt nachgeahmt, ist fast nirgendwo so vollständig erhalten geblieben wie in Clemenswerth. Im Zentrum eines ursprünglich gepflasterten Platzes in Form eines Jagdsterns, nach anderer Deutung einer achtstrahligen Sonne für den Electeur soleil, steht auf kreuzförmigem Grundriss der zweigeschossige Hauptpavillon mit den Wohn- und Festräumen des Fürsten. Die Fenster des symmetrischen Baus blicken in die acht Sichtschneisen der Außenanlage. Das Gebäude ist aus Backstein errichtet, der den Wänden aufgelegte Bauschmuck aus Baumberger Kalksandstein von Johann Christoph Manskirsch nimmt in seinem abwechselungsreichen Dekor ebenso wie die Innenausstattung Bezug auf das Thema der Jagd. Auf ihre verschiedenen Arten verweisen neben dem Baujahr 1737 auch die Chronogramme in den Fensterbekrönungen. Bemerkenswert sind das geschwungene Treppenhaus und der runde Festsaal im Innern des Hauptpavillons.
Die ersten Restaurierungsarbeiten erfolgten erst im Jahr 1949 und dienten hauptsächlich der Substanzerhaltung. Erst ab dem Kauf der Anlage 1967 durch den Landkreis Aschendorf-Hümmling wurde eine umfassende Sanierung und Restaurierung in Angriff genommen. Im Zentrum der Arbeiten standen die Bemühungen einen möglichst originalen Eindruck der Innenausstattung des Hauptpavillons zu vermitteln, wohingegen die Nebenpavillons als Ausstellungsräume hergerichtet wurden. Aufgrund der detaillierten Beschreibungen und Aufzeichnungen verschiedener Zeitzeugen zum Inventar und den Wandverzierungen war eine detaillierte Rekonstruktion bzw. Restaurierung möglich. Der Marmorfußboden im Festsaal des Hauptpavillons wurde 1983 aufwendig restauriert. Die Restaurierung der Wohnräume Clemens Augusts im Obergeschoss des Hauptpavillons war dahingehend eine Herausforderung, da die originale Stoffbespannung des Antichambres im Zweiten Weltkrieg entwendet wurde. Nur kleine Teilstücke konnten für die Wiederherstellung der Farben genutzt werden. Anhand der vielfältigen Aufzeichnungen, darunter auch Fotografien, konnten die Stoffbespannungen in Handarbeit nachgewebt werden. Sie zeigt eine Jagdlandschaft, die den Raum optisch größer erscheinen lassen soll.

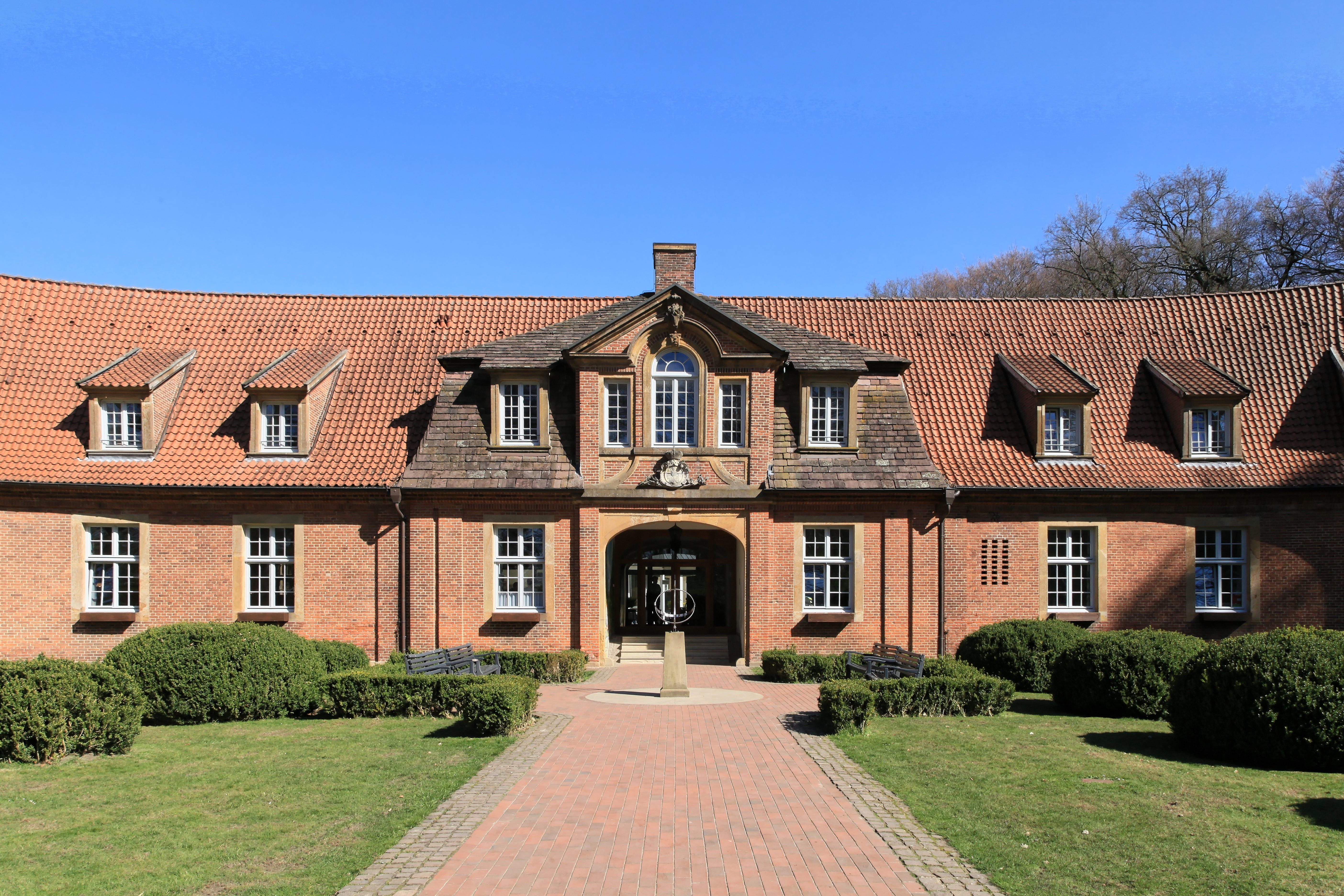
Marstall
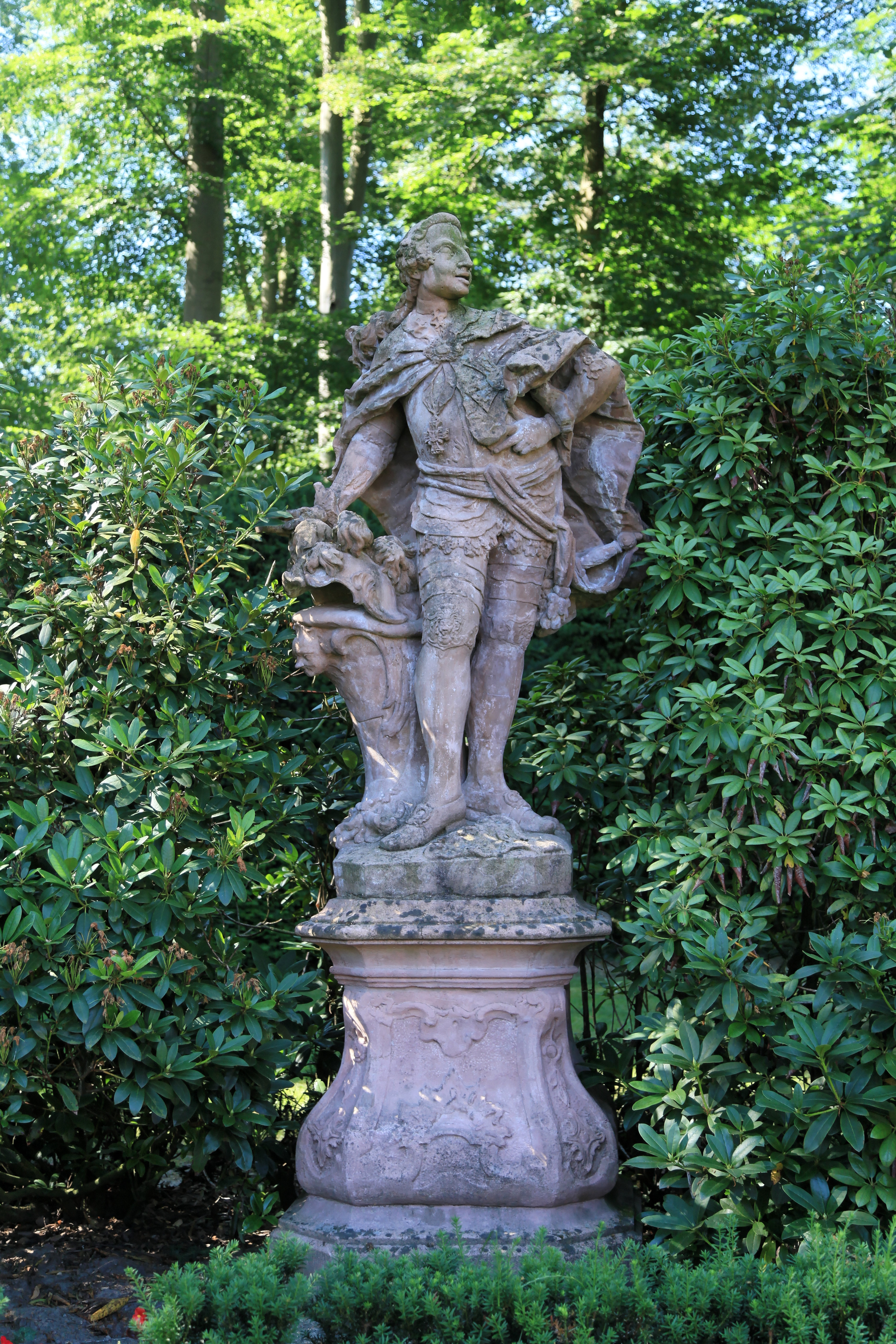
Clemens-August-Denkmal
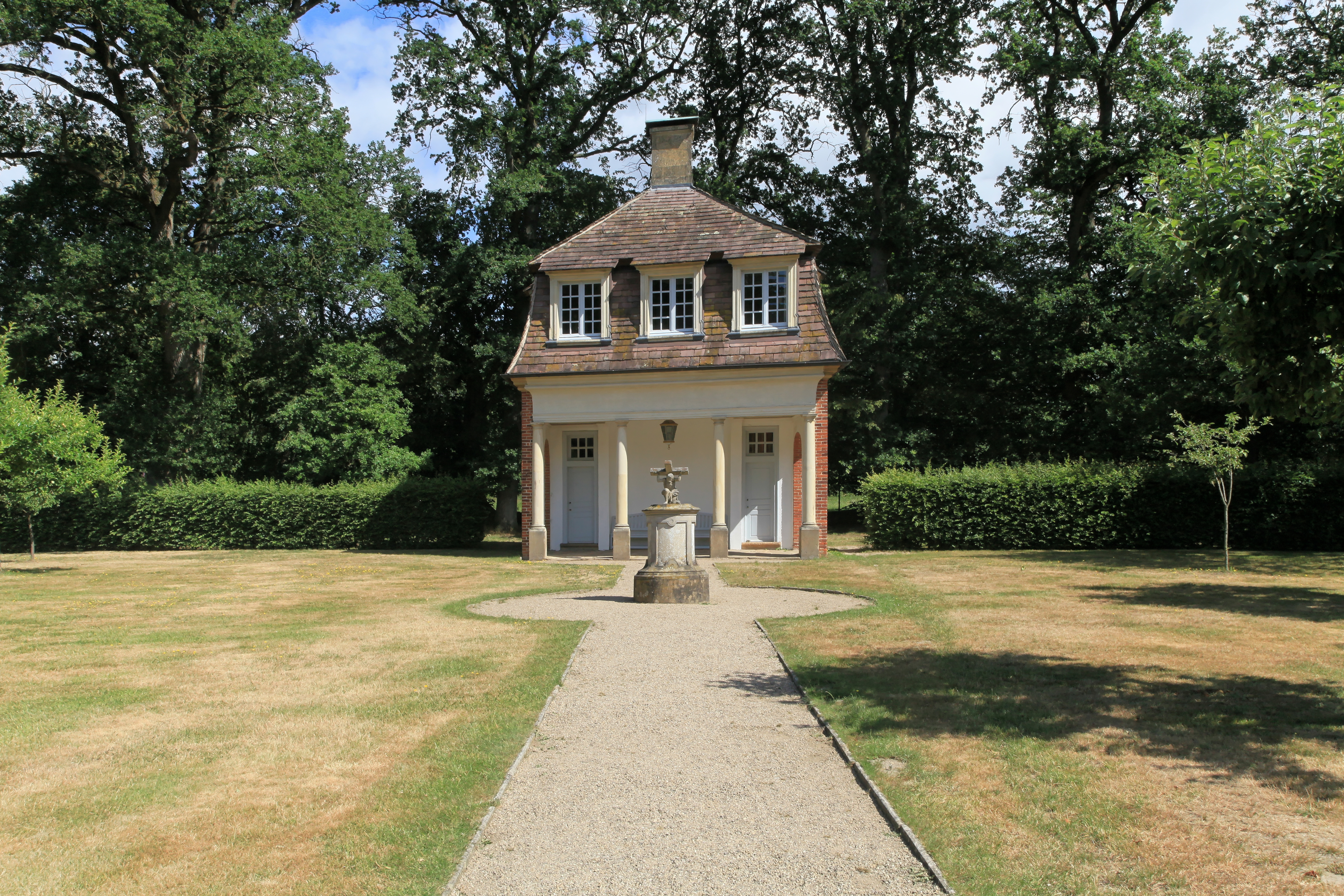
Gloriette

## Nebenpavillons

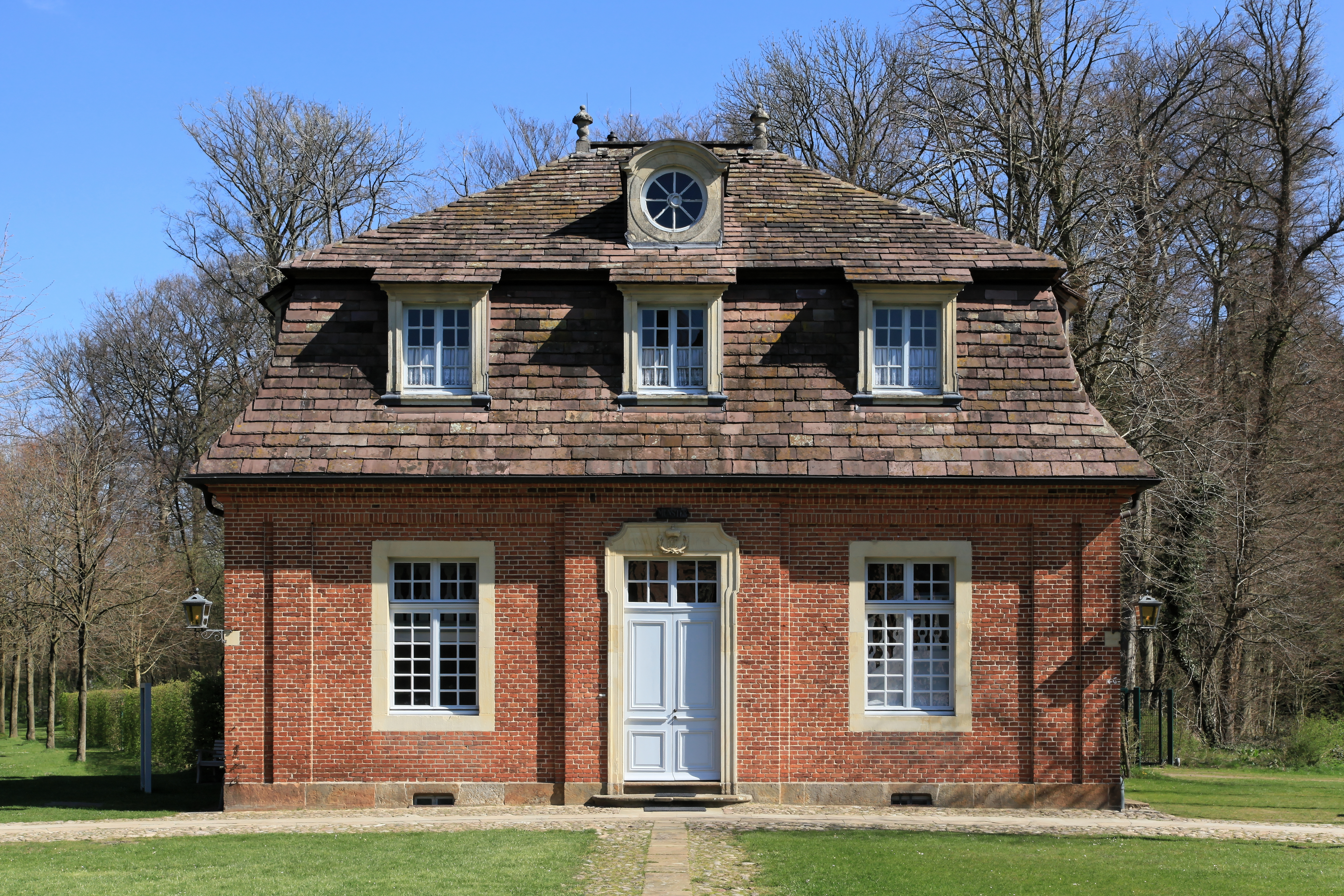
Pavillon Münster

Der große Hauptpavillon ist von acht kleineren Nebenpavillons umgeben, von denen sieben als Gästehäuser und Wirtschaftsgebäude dienten. Sie sind zum Teil nach den Bistümern des Fürstbischofs benannt. Der achte Pavillon im Norden der Anlage beherbergt die von Schlaun entworfene Hofkapelle. Der Innenraum ist im Stil des Rokoko gestaltet, die künstlerische Ausstattung geht auf F. J. Roth und V. Bigari zurück, sollte ursprünglich jedoch von Johann Evangelist Holzer gestaltet werden. Der bekannte Freskenmaler starb in Clemenswerth, bevor er mit den Arbeiten beginnen konnte. In dem zur Gartenanlage gerichteten Trakt des Bauwerks befindet sich ein kleines Kloster des Kapuzinerordens, den Clemens August 1741 nach Clemenswerth berief. Die Kapuziner sind eigentlich ein Bettelorden. Clemens August wünschte jedoch, dass die Kapuziner in Clemenswerth sich ganz der Seelsorge widmeten und von der Notwendigkeit des Terminierens frei sein sollten. Deshalb erlangte er 1738 eine päpstliche Dispens, der zufolge ihnen gestattet war, von den Zinsen eines Stiftungskapitals zu leben. „Das Heulen der Jagdhunde ist verstummt, und hat dem Gesange der armen Kapuziner Platz gemacht“, notierte Johann Gottfried Hoche 1798 auf der Durchreise.
Auf den Kapellenpavillon folgt im Uhrzeigersinn im Nordosten der Anlage der Pavillon Münster, in dem sich die Gästeräume des Kapuzinerklosters befanden. Auf den Pavillon Münster folgt der Pavillon Hildesheim, der als Kavaliershaus den Gästen des Fürstbischofs diente und an den sich der Pavillon Paderborn anschließt, dessen Verlängerungsbau den Küchentrakt und die ehemaligen Latrinen des Schlosses beherbergt. Im Rahmen des Museumsbetriebs werden dort heute Porzellane und Fayencen ausgestellt. Im Süden der Anlage liegt der Pavillon Osnabrück, dessen Sammlungen thematisch Bezug auf den Deutschen Orden nehmen. Der anschließende Pavillon Clemens August dient der Ausstellung zeitgenössischer Keramikkunst, der westlich folgende Pavillon Coellen beherbergt gegenwärtig eine Dauerausstellung von Wolfgang Pohl. Als letzter Pavillon folgt der Pavillon Mergentheim, der heute der Schlossverwaltung dient. Die Gesamtanlage von Clemenswerth gehört zu den Hauptwerken des westfälischen Barock. Das Schloss und seine Nutzung für große Jagdgesellschaften zur Zeit Clemens Augusts I. stehen im Mittelpunkt der 1926 veröffentlichten Heimatnovelle Clemenswerth von Bernhard Köster.
Der Hauptpavillon steht inmitten eines großen Jagdsterns, dessen Schneisen von den Fenstern der Salons beobachtet werden können. Der Buchenwald reicht, der Idee des Jagdschlosses entsprechend, bis an die Seitenwände der Pavillons heran. Die Gesamtanlage des Jagdwalds ist aus der Luft betrachtet nahezu glockenförmig. Die Spitze ist auf die Gemeinde Sögel gerichtet, am gegensätzlichen äußeren Ende befinden sich drei durch Gräben verbundene Teiche. Nördlich des Kapuzinerklosters liegt abgetrennt der barocke Klostergarten, der mit geschnittenen Taxus- und Buxus-Gehölzen seit dem 18. Jahrhundert fast unverändert erhalten ist und in dessen Sichtachse als Point de vue die sogenannte Gloriette, eine für Clemens August errichtete Eremitage, folgt. Der Klostergarten beherbergt ebenfalls einen Obstbaumgarten. Zu den Außenanlagen gehört noch ein Waldpark und drei durch Kanäle verbundene Teiche. Im Westen der Anlage, auf dem Weg nach Sögel, liegt ein halbrund geschwungenes Gebäude für die ehemaligen Pferdestallungen. Dieser Marstall sollte ursprünglich zum vollen Rund geschlossen werden durch ein spiegelbildliches Pendant mit Hundezwinger, blieb jedoch unvollendet. Gegenüber des Marstalls steht das Clemens-August-Denkmal. Es ist ein Abguss einer Großplastik, deren Original aus dem Jahr 1757 sich im Park der Metallfabrik Boesner in Niederbieber bei Neuwied befindet.

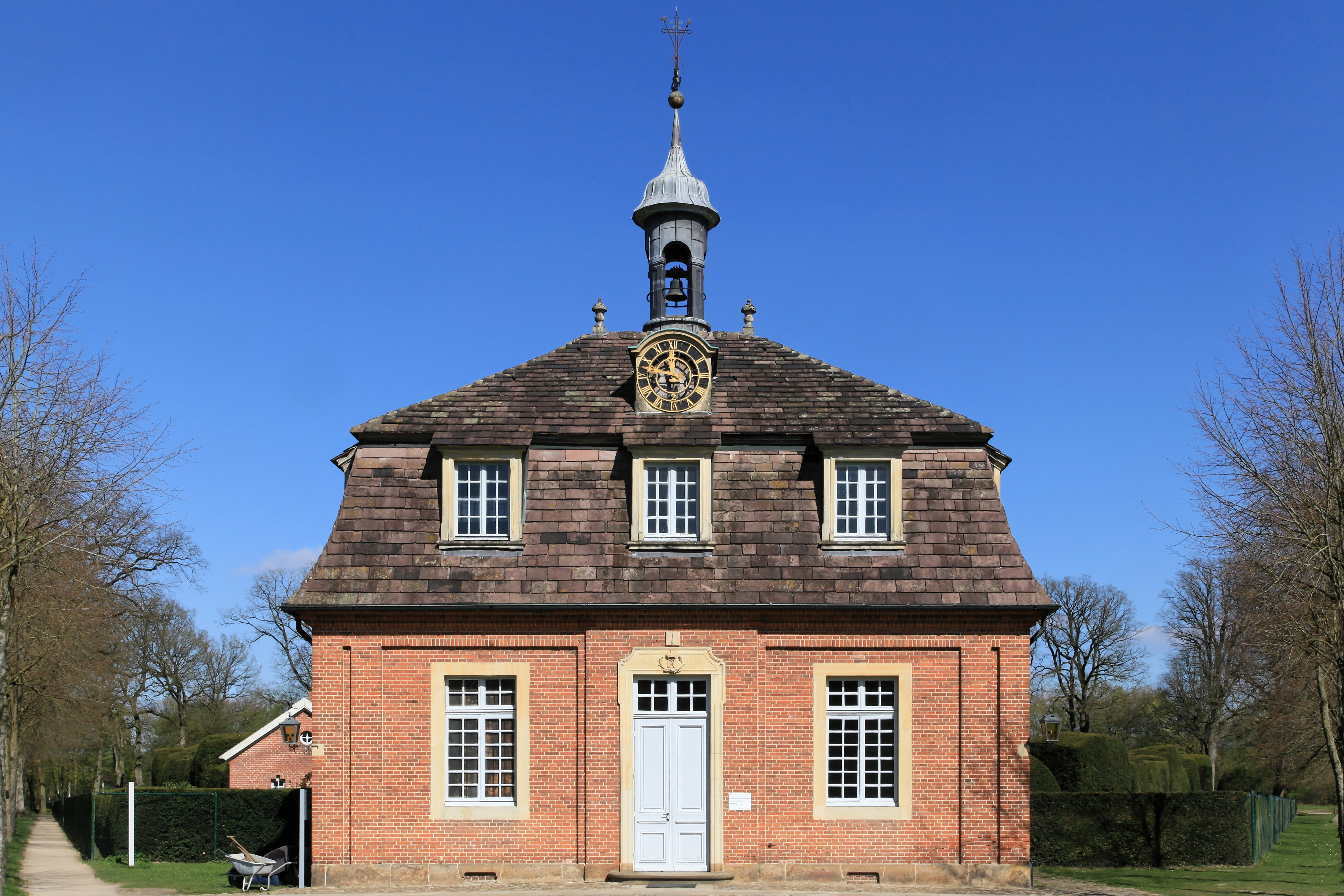
Hofkapelle, Außenansicht
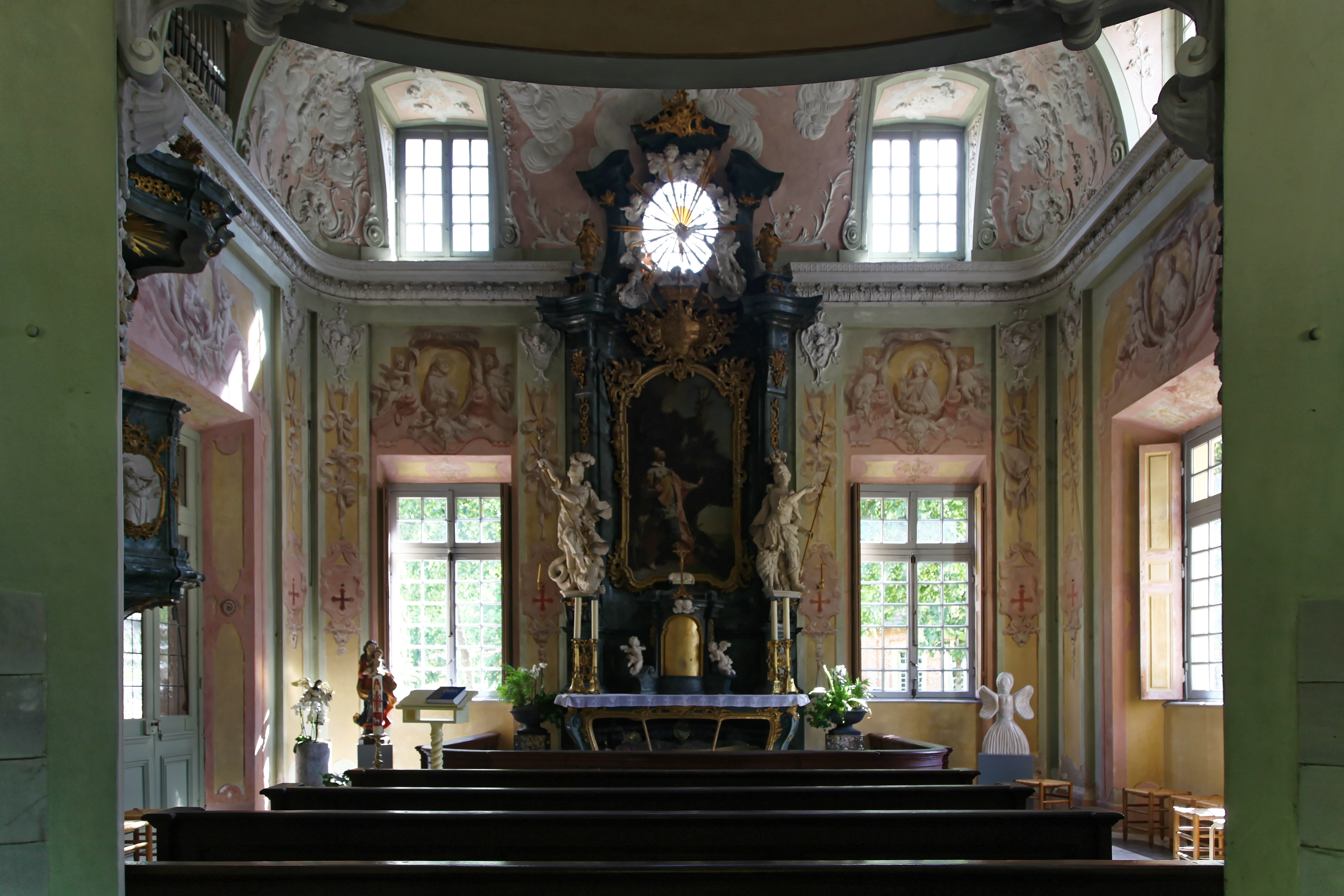
Hofkapelle, Innenansicht
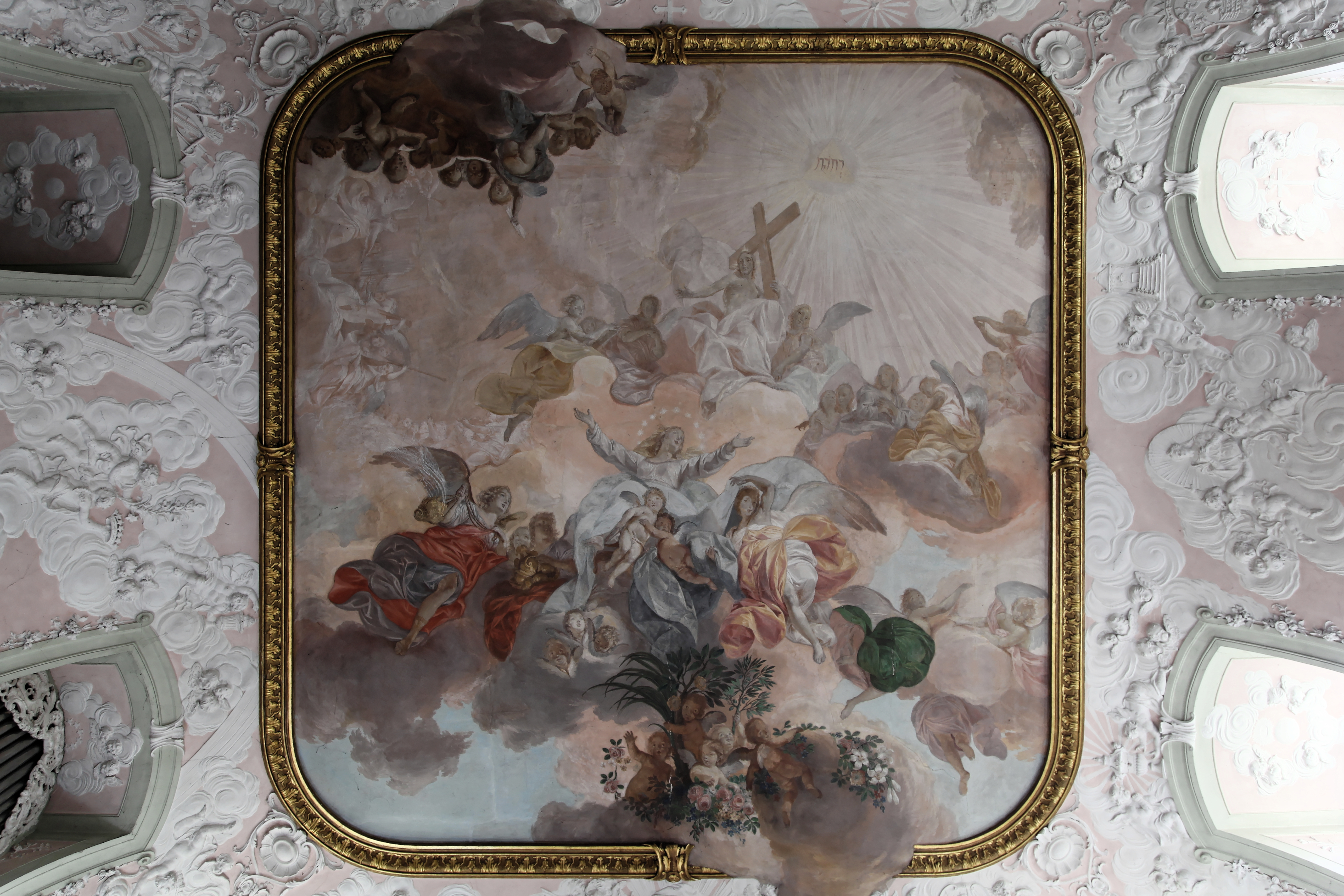
Hofkapelle, Deckengemälde

## Emslandmuseum

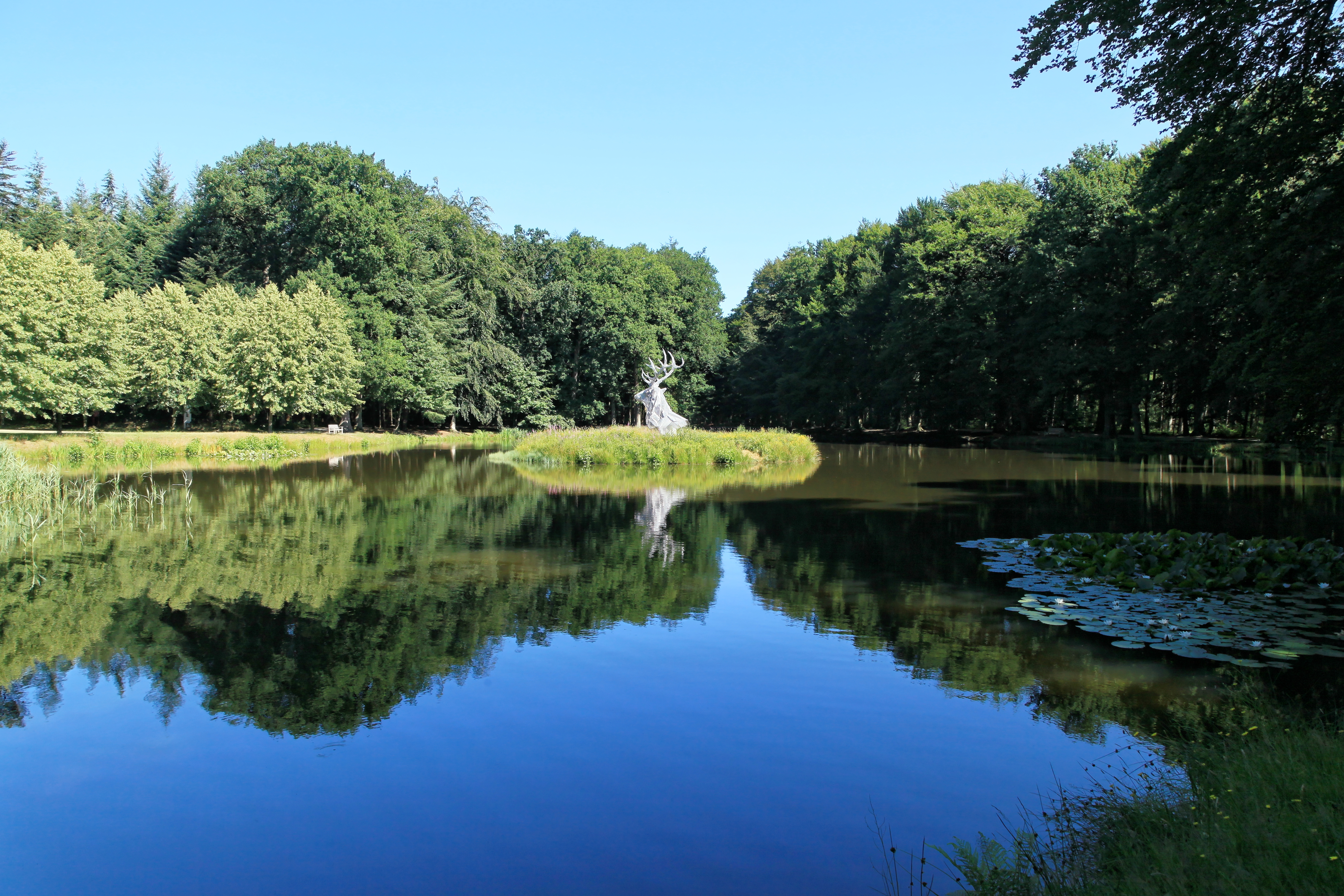
Schlosspark

Ursprünglich diente Clemenswerth als Jagdschloss der Fürstbischöfe von Münster. Mit dem vormals zum Niederstift Münster, dem nördlichen Teil des Hochstifts Münster, gehörigen Amt Meppen gelangte Clemenswerth 1803 in den Besitz der Herzöge von Arenberg (Haus Arenberg) und ab 1928 in das Eigentum der Arenberg-Meppen GmbH. Heute ist die Anlage für Besucher zugänglich und beherbergt das Emslandmuseum Schloss Clemenswerth, welches von Christiane Kuhlmann als Direktorin geleitet wird. Dieses ist ein kulturhistorisches Museum, welches mit barocken, regionalen und zeitgenössischen Ausstellungen ein breites Angebot schafft. Es hat auch den Auftrag, Naturschutz und Gartendenkmalpflege in Balance zu bringen. Besonderer Wert wird auf den Bildungsauftrag gelegt, weshalb ein generationenübergreifendes Museumsangebot ein möglichst breites Spektrum von Besuchern anziehen soll. Es soll ein umfassender Blick auf das Schlossleben zu Zeiten Clemens August I. ermöglicht werden, weshalb auch Versorgungsräumen wie der Küche und Gegenständen mit Bezug auf das Leben der Dienstboten Aufmerksamkeit geschenkt wird. Dies gründet sich auf den Elementen Sammeln, Bewahren, Forschen und Ausstellen. Bekannt sind vor allem die Sammlung Straßburger Fayencen, das Clemenswerther Jagdservice und Materialien zur barocken Jagd. Von 2005 bis 2018 fand in der Schlossanlage Clemenswerth jährlich im August das „Kleine Fest im großen Park“ statt. Außerdem ist Clemenswerth Sitz der Emsländischen Landschaft sowie des Emsländischen Heimatbundes.
Um den Erhalt der Jagdschlossanlage Clemenswerth für die Öffentlichkeit zu gewährleisten, trat der Altkreis Aschendorf/Hümmling Ende der 1960er Jahre in Verhandlungen mit den damaligen Besitzern des Schlosses, der Herzogsfamilie Arenberg, die auch bereit waren, das Schloss zu veräußern. Im Dezember 1968 kam der Kaufvertrag zustande und der Altkreis wurde Eigentümer des Schlosses, der acht Pavillons samt Klostergarten. Die Wald- und Teichanlagen wurden erst 1996 vom Landkreis Emsland erworben. Da die Politik die Notwendigkeit eines kulturgeschichtlichen Museums für und über das Emsland sah, beschlossen 1972 die ehemaligen Landkreise Aschendorf-Hümmling, Lingen und Meppen die Einrichtung eines solchen Museums in den Räumlichkeiten des Schlosses. Die Stelle des Gründungsdirektors übernahm Eckard Wagner (1941–2019), dem aufgetragen wurde drei Abteilungen einzurichten: Jagdliches Brauchtum der letzten drei Jahrhunderte, Ur- und Frühgeschichte sowie Emsländische Wohnkultur des 18. und 19. Jahrhunderts. In den folgenden Jahren wurden die historischen Räume aufwendig restauriert, die Schlossküche 1987 rekonstruiert und durch Rückkäufe wie dem bekannten Clemenswerther Jagdservice die ursprüngliche Ausstattung des Schlosses nachempfunden. Darüber hinaus ist Clemenswerth eine 70 ha große historische Kulturlandschaft von landesweiter Bedeutung innerhalb des Kulturlandschaftsraums Emsländische Geest mit Hümmling. Sie umfasst das Jagdschloss und den Park. Diese Zuordnung zu den Kulturlandschaften in Niedersachsen hat der Niedersächsische Landesbetrieb für Wasserwirtschaft, Küsten- und Naturschutz (NLWKN) 2018 getroffen. Ein besonderer, rechtlich verbindlicher Schutzstatus ist mit der Klassifizierung nicht verbunden.